# Oplotnica
Oplotnica, nemško nekdaj Oplotnitz, je naselje s skoraj 1.500 prebivalci na jugovzhodnem obrobju Pohorja, ob cesti Slovenske Konjice–Lukanja–Lovrenc na Pohorju in potoku  Oplotni(šči)ci ter središče istoimenske občine Oplotnica. 
Starejši deli naselja so bili zgrajeni ob prehodu potoka Oplotniščice iz pohorske tesni (Oplotniškega vintgarja) na ravnico, novejši deli pa ob cestah proti Čadramu, Slovenski Bistrici in Slovenskim Konjicam. Naselje se je razvilo na stičišču obdelovalnega območja (vinogradništvo, sadjarstvo) in gozda, kot trško naselje za kmetijske pridelke in les.

## Zgodovina
Naselbina s tem imenom se v pisnih virih prvič omenja leta 1182, ko je štajerski vojvoda Otokar IV. podaril žičkemu samostanu kmetijo v Oplotnici. Iz 11. stoletja naj bi izvirala tudi prvotna graščina. Leta 1213 se v listinah omenja oplotniški vitez Sibot, prvi in tudi edini po imenu znani član tukajšnje plemiške rodbine. V Oplotnici je že v začetku 13. stoletja obstajal lokalni samostanski urad (pristava). V lasti Žičkega samostana je bila Oplotnica celih 600 let, do leta 1782, ko je cesar Jožef II. v okviru jožefinskih reform z dekretom ukinil samostan, šele kasneje se je Oplotnica razvila v večje naselje s podeželjskim značajem.

## Graščina v Oplotnici
V središču naselja, na desnem bregu Oplotniščice, stoji enonadstropno grajsko poslopje, ki so mu sedanjo podobo dali kartuzijani, na začetku 17. stoletja. V notranjosti ima bogato štukaturno okrašeno kapelo, posvečeno 1631. Graščina s spremljajočimi objekti stoji znotraj obzidja.

## Etimologija
Krajevno ime je izpeljano iz prvotnega vodnega imena (hidronima) Oplotniščica prek tam nepotrjenega krajevnega imena Oplot, narejenega iz občnega imena oplòt v pomenu plot, ograja. Beseda, ki je tvorjena iz plotь v pomenu plot je imenska osnova tudi pri drugi Slovanih; npr. češka krajevna imena Oplot, Oploty, Oplotno. V starih listinah se kraj prvič omenja v tekstu leta 1182 mansum unum Zoploniz ... pertotam aquam, que Plotonitz dicitur ..., leta 1206 Oplotnitz, 1213 Opplotnitz, 1235 Oploz in 1302 Oplotnitz.

## Gospodarske dejavnosti
Pogonsko moč Oplotniščice, ki teče skozi naselje, so nekoč uporabljale fužine, kovačnice, žage in mlini. Glažuta kneza Windischgrätza in obrat za proizvodnjo lesene volne sta v Oplotnici delovala do leta 1894. Iz nekdanje obrtne tradicije so po drugi svetovni vojni nastali posamezni manjši obrati kovinske, lesnopredelovalne in druge industrije.

## Znane osebnosti
- Oswald Hafenrichter (1899–1973), filmski montažer
- Franček Brglez (1922–1997), slovenski velemojster dopisnega šaha
- Tine Lesjak (1957–2019), skladatelj